# Ruy Quaresma
Ruy Quaresma (Rio de Janeiro, 8 de fevereiro de 1952 - Rio de Janeiro, 6 de julho de 2021) foi um violonista, compositor, arranjador, maestro, produtor musical e multi-instrumentista brasileiro.